# 조니 더바인

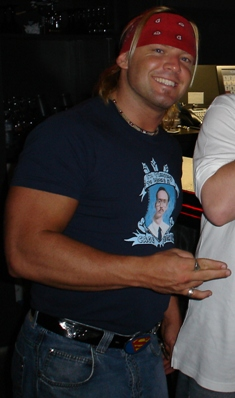
조니 더바인

조니 더바인(Johnny Devine)은 본명은 조니 파서지니(Johnny Parsonage, 1974년 8월 27일 ~ )는 캐나다의 프로레슬링선수다. TNA에서 팀 캐나다, 팀 파파라치, 팀 3D의 객원 멤버로 활약하였다. 키는 179cm 몸무게는 101kg이다.

## 수상
- GCW 내셔널 챔피언 1회
- GCW 태그팀 챔피언 1회 - 마이클 엘진
- Memphis 사우던 태그팀 챔피언 1회 - 에릭 영
- Stampede 브리티쉬 커먼윌스 미드 헤비웨이트 챔피언 1회
- Stampede 인터내셔널 태그팀 챔피언 1회 - 그레그 퍼우룩
- TRCW 주니어 헤비웨이트 챔피언 1회
- TRCW 태그팀 챔피언 1회 - 릭 베인
- WCEW 크루져웨이트 챔피언 1회
- TNA X-디비젼 챔피언 1회